# Marussia MR02
De Marussia MR02 is een Formule 1-auto, die in 2013 wordt gebruikt door het Formule 1-team van Marussia.

## Onthulling
De MR02 is op 5 februari 2013 onthuld tijdens de eerste testdag op het circuit van Jerez. De auto wordt bestuurd door Max Chilton en Jules Bianchi.

## Resultaten
| Resultaat                       |
| ------------------------------- |
| Winnaar                         |
| Tweede plaats                   |
| Derde plaats                    |
| Gefinisht (punten behaald)      |
| Gefinisht (geen punten behaald) |
| Niet geklasseerd (NC)           |
| Uitgevallen (DNF)               |
| Niet gekwalificeerd (DNQ)       |
| Gediskwalificeerd (DSQ)         |
| Niet gestart (DNS)              |
| Gewond (INJ)                    |
| Uitgesloten (EX)                |
| Teruggetrokken (WD)             |
| Niet deelgenomen (blanco cel)   |
| P Pole position                 |
| S Snelste ronde                 |

| Jaar | Chassis | Motor               | Banden | Coureurs      | 1   | 2   | 3   | 4   | 5   | 6   | 7   | 8   | 9   | 10  | 11  | 12  | 13  | 14  | 15  | 16  | 17  | 18  | 19  | Punten | WK-plaats |
| ---- | ------- | ------------------- | ------ | ------------- | --- | --- | --- | --- | --- | --- | --- | --- | --- | --- | --- | --- | --- | --- | --- | --- | --- | --- | --- | ------ | --------- |
| 2013 | MR02    | Cosworth CA2013K V8 | P      |               | AUS | MAL | CHN | BHR | ESP | MON | CAN | GBR | GER | HUN | BEL | ITA | SIN | KOR | JPN | IND | ABU | USA | BRA | 0      | 10e       |
| 2013 | MR02    | Cosworth CA2013K V8 | P      | Jules Bianchi | 15  | 13  | 15  | 19  | 18  | DNF | 17  | 16  | DNF | 16  | 18  | 19  | 18  | 16  | DNF |     |     |     |     | 0      | 10e       |
| 2013 | MR02    | Cosworth CA2013K V8 | P      | Max Chilton   | 17  | 16  | 17  | 20  | 19  | 14  | 19  | 17  | 19  | 17  | 19  | 20  | 17  | 17  | 19  |     |     |     |     | 0      | 10e       |

- Seizoen nog bezig

Red Bull RB9 ·
Ferrari F138 ·
McLaren MP4-28 ·
Lotus E21 ·
Mercedes F1 W04 ·
Sauber C32 ·
Force India VJM06 ·
Williams FW35 ·
Toro Rosso STR8 ·
Caterham CT03 ·
Marussia MR02